# 鳴門市第二中学校
鳴門市第二中学校（なるとし だいにちゅうがっこう）は、徳島県鳴門市撫養町立岩にある公立中学校。

## 沿革
- 1947年 - 鳴門市立里浦中学校開校式挙行。
- 1948年 - 鳴門市立第二中学校と改称。

## 校訓
- 誠

## 交通
- JR鳴門線「鳴門駅」より徒歩約20分。

## 著名な卒業生
- 吉田忠志 - 鳴門市長
- 渡辺亮 - プロ野球・阪神タイガース投手[1]

## 通学区域が隣接している学校
- 鳴門市鳴門中学校 （海を挟んで隣接。）
- 鳴門市第一中学校
- 松茂町立松茂中学校